# São Tomé e Príncipe ai Giochi della XXXII Olimpiade
São Tomé e Príncipe ha partecipato ai Giochi della XXXII Olimpiade, che si sono svolti a Tokyo, Giappone, dal 23 luglio all'8 agosto 2021. Inizialmente erano previsti dal 24 luglio al 9 agosto 2020 ma sono stati posticipati per la pandemia di COVID-19. La delegazione era composta da tre atleti, due uomini e una donna, in due discipline.

## Delegazione
| Sport            | Uomini | Donne | Totale |
| ---------------- | ------ | ----- | ------ |
| Atletica leggera | 0      | 1     | 1      |
| Canoa/kayak      | 2      | 0     | 2      |
| Totale           | 2      | 1     | 3      |

## Risultati

### Atletica leggera
Eventi su pista e strada
| Atleta           | Evento                | Batteria  | Batteria  | Semifinale      | Semifinale      | Finale          | Finale          |
| Atleta           | Evento                | Risultato | Posizione | Risultato       | Posizione       | Risultato       | Posizione       |
| ---------------- | --------------------- | --------- | --------- | --------------- | --------------- | --------------- | --------------- |
| D'Jamila Tavares | 800 m piani femminili | 2'16"72   | 8ª        | Non qualificata | Non qualificata | Non qualificata | Non qualificata |

### Canoa/kayak

#### Velocità
| Atleta                  | Evento             | Batteria | Batteria   | Quarti di finale | Quarti di finale | Semifinale      | Semifinale      | Finale / Finale B | Finale / Finale B |
| Atleta                  | Evento             | Tempo    | Classifica | Tempo            | Classifica       | Tempo           | Classifica      | Tempo             | Classifica        |
| ----------------------- | ------------------ | -------- | ---------- | ---------------- | ---------------- | --------------- | --------------- | ----------------- | ----------------- |
| Roque Ramos             | C1 1000 m maschile | 5'00"977 | 1º QF      | 5'10"506         | 8º               | Non qualificato | Non qualificato | Non qualificato   | Non qualificato   |
| Buly Triste             | C1 1000 m maschile | 4'57"659 | 1º QF      | 4'55"527         | 7º               | Non qualificato | Non qualificato | Non qualificato   | Non qualificato   |
| Roque Ramos Buly Triste | C2 1000 m maschile | 4'34"880 | 1ª QF      | 4'44"055         | 5ª qB            | N.D.            | N.D.            | 4'12"075          | 14ª               |